# Коммутативное кольцо
Коммутативное кольцо — кольцо, в котором операция умножения коммутативна (обычно также подразумевается её ассоциативность и существование единицы). Изучением свойств коммутативных колец занимается коммутативная алгебра.

## Идеалы и спектр кольца
Некоторые из последующих определений существуют и для некоммутативных колец, однако становятся более сложными. Например, идеал в коммутативном кольце автоматически является двусторонним, что существенно упрощает ситуацию.

### Идеалы и факторкольца
Внутренняя структура коммутативного кольца определяется структурой его идеалов, то есть непустых подмножеств, замкнутых относительно сложения, а также умножения на произвольный элемент кольца. По данному подмножеству F = {fj}j ∈ J коммутативного кольца R можно построить наименьший идеал, содержащий это подмножество. А именно, это пространство конечных линейных комбинаций вида
r1f1 + r2f2 + … + rnfn.
Идеал, порожденный одним элементом, называется главным. Кольцо, в котором все идеалы главные, называется кольцом главных идеалов, два важных примера таких колец — {\displaystyle \mathbb {Z} } и кольцо многочленов {\displaystyle k[x]} над полем k. Любое кольцо имеет как минимум два идеала — нулевой идеал и само кольцо. Идеал, который не содержится в другом несобственном (не совпадающем с самим кольцом) идеале называется максимальным. Из леммы Цорна следует, что в любом кольце существует хотя бы один максимальный идеал.
Определение идеала построено таким образом, что позволяет «поделить» кольцо на него, то есть существует факторкольцо R / I: это множество смежных классов по I с операциями
(a + I) + (b + I) = (a + b) + I and (a + I)(b + I) = ab + I.
Эти операции определены корректно, например, (a + I)(b + I) = ab + aI + Ib + I*I = ab + I, так как aI принадлежит I и т. д. Из этого понятно, почему определение идеала именно такое.

### Локализация
Локализация кольца — это операция, в некотором смысле противоположная ко взятию фактора: в факторкольце элементы некоторого подмножества превращаются в ноль, тогда как в локализации элементы некоторого множества становятся обратимыми. А именно, если S — это подмножество R, замкнутое относительно умножения, то локализация по S, обозначаемая как S−1R, состоит из формальных символов вида
{\displaystyle {\frac {r}{s}}}, где r ∈ R, s ∈ S
с правилом сокращения числителя и знаменателя, похожим на обычное правило (но не совпадающим с ним). Операции сложения и умножения на таких «дробях» определяются обычным образом.
На этом языке Q — это локализация Z по множеству ненулевых целых чисел. Эту же операцию можно провести с любым целостным кольцом на месте Z: локализация (R \ {0})−1R называется полем частных кольца R. Если S состоит из всех степеней фиксированного элемента f, локализация обозначается как Rf.

### Простые идеалы и спектр
Особенно важный тип идеалов — простые идеалы, часто обозначаемые буквой p. По определению, простой идеал — это несобственный идеал, такой что если в нём содержится произведение двух элементов, то в нём содержится хотя бы один из этих элементов. Эквивалентное определение — факторкольцо R / p целостно. Ещё одно эквивалентное определение — дополнение R \ p замкнуто относительно умножения. Локализация (R \ p)−1R достаточно важна, чтобы иметь своё собственное обозначение: Rp. Это кольцо имеет только один максимальный идеал: pRp. Подобные кольца называются локальными.
Простые идеалы — ключевой элемент геометричного описания кольца, с помощью спектра кольца Spec R. Как множество, Spec R состоит из простых идеалов. Если R — поле, в нём есть только один простой идеал (нулевой), поэтому спектр поля — точка. Другой пример — Spec Z  содержит одну точку для нулевого идеала и одну — для каждого простого числа p. Спектр снабжен топологией Зарисского, в которой открытые множества — это множества вида D(f) = {p ∈ Spec R, f ∉ p}, где f — произвольный элемент кольца. Эта топология отличается от обычных примеров топологий из анализа: например, замыкание точки, соответствующей нулевому идеалу — это всегда весь спектр.
Определение спектра является базовым для коммутативной алгебры и алгебраической геометрии. В алгебраической геометрии спектр снабжается пучком {\displaystyle {\mathcal {O}}}. Пара «пространство и пучок на нём» называется аффинной схемой. По аффинной схеме можно восстановить исходное кольцо путём применения функтора глобальных сечений. Более того, это соответствие функториально: оно сопоставляет каждому гомоморфизму колец f : R → S непрерывное отображение в противоположном направлении:
Spec S → Spec R, q ↦ f−1(q) (прообраз любого простого идеала прост).
Таким образом, категории аффинных схем и коммутативных колец эквивалентны. Следовательно, многие определения, применяемые к кольцам и их гомоморфизмам появляются из геометрической интуиции. Аффинные схемы являются локальными данными для схем (примерно так же, как пространства Rn являются локальными данными многообразий), которые представляют собой основной объект изучения алгебраической геометрии.

## Гомоморфизмы колец
Как обычно в алгебре, гомоморфизмом называется отображение между алгебраическими объектами, сохраняющее их структуру. В частности, гомоморфизм (коммутативных) колец с единицей — это отображение f : R → S, такое что
f(a + b) = f(a) + f(b), f(ab) = f(a)f(b) and f(1) = 1.
В этой ситуации S также является R-алгеброй: действительно, элементы S можно умножать на элементы R по правилу
r · s := f(r) · s.
Ядро и образ гомоморфизма f — это множества ker (f) = {r ∈ R, f(r) = 0} и im (f) = f(R) = {f(r), r ∈ R}. Ядро является идеалом в R, а образ — подкольцом S.

## Размерность
Размерность Крулля (или просто размерность) является способом измерение «размера» кольца. А именно, это максимальная длина n цепочки простых идеалов вида
{\displaystyle {\mathfrak {p}}_{0}\subsetneq {\mathfrak {p}}_{1}\subsetneq \ldots \subsetneq {\mathfrak {p}}_{n}}.
Например, поле имеет размерность 0, потому что оно имеет только один идеал — нулевой. Размерность целых чисел — единица; единственная цепочка простых идеалов имеет вид
{\displaystyle 0={\mathfrak {p}}_{0}\subsetneq p\mathbb {Z} ={\mathfrak {p}}_{1}}, где p — простое число.
Локальное кольцо с максимальным идеалом m называется регулярным, если его размерность равна размерности m/m2 как векторного пространства над R/m.